# Vasudeva
Vasudeva (sanskrit : वसुदेव), dans l'hindouisme, était le fils de Śũrasena, de la dynastie de Yadava. Sa sœur Kunti était mariée à Pandu.
Il se maria à Devaki, la sœur de Kamsa, et fut le père de Balarama et Krishna. Il a également pris une deuxième femme, Rohini Devi (en), dont il eut une fille, Subhadra. D'après certains récits, il aurait aussi eu plusieurs enfants d'autres femmes.
Vasudeva et Devaki ont passé la majeure partie de leur vie d'adulte derrière les barreaux, dans la plus sombre des abysses, sur l'ordre de Kamsa. Une fois que Krishna eu tué Kamsa, Vasudeva devint Prince héritier de la ville sainte Mathura, sous le règne de l'oncle de Devaki, le roi Ugrasena (en).
Vasudeva était connu pour sa conception logique de la vie et sa vertu de personne de confiance, n'ayant jamais proféré de mensonges durant toute sa vie.

## Nom
Vāsudeva, avec un 'a' long, 'ā', signifie « descendant de Vasudeva ». C'est un des noms de Krishna.